# Phragmatobia rubricosa
Phragmatobia rubricosa là một loài bướm đêm thuộc phân họ Arctiinae, họ Erebidae.